# 百度识图
百度识图是百度公司推出的一项以图片搜索相似图片的服务。用户可以上传本地图片或输入图片的url地址来搜索。2010年12月13日，百度识图测试版上线。目前，百度已把百度识图与百度图片搜索集成。

## 类似产品
- TinEye
- Google圖片搜索